# Classis Flavia Moesica
La Classis Flavia Moesica (« flotte flavienne de Mésie ») était la flotte de l'Empire romain localisée sur le Danube inférieur, près de la mer Noire.

## Histoire
La Classis Moesica fut fondée entre 20 av. J.-C. et 10 apr. J.-C. Elle était basée à Noviodunum ad Istrum et contrôlait le Bas-Danube, des Portes de Fer au nord-ouest de la mer Noire, jusqu'à la Crimée. Le titre honorifique de Flavia, qui lui fut attribué, ainsi qu'à la Classis Pannonica, pourrait indiquer sa réorganisation par Vespasien vers 75 apr. J.-C. Après Domitien (en 85 apr. J.-C.), son quartier général fut établi à Sexaginta Prista. Après la conquête de la Dacie par Trajan, durant laquelle la Classis Moesica assura un soutien logistique, sa base fut déplacée à Noviodunum. La flotte comprenait également plusieurs ports secondaires, comme Carsium, Novae, Oescus et Tomis (aujourd'hui Constanta). À partir de 41 apr. J.-C., des détachements furent stationnés en Crimée et à Tyras.
Des diplômes militaires indiquent que la Classis Moesica appartenait à l'armée de Mésie inférieure.
La Classis Moesica a perduré jusqu'au début du Ve siècle, étant ensuite assimilée à la marine byzantine.

## Navires et troupes
Les navires attestés utilisés par la flotte mésienne étaient principalement les liburnae omniprésentes utilisées par la plupart des flottes provinciales romaines, dont deux noms survivent : « Armata » et « Sagita ».
En Scythie Mineure, durant l'Antiquité tardive, il y avait des marines (muscularii) de la Légion II Herculia à « Inplateypegiis » et des marins (nauclarii) à Flaviana.